# Izmena
Izmena eller Forræderi (russisk: Измена) er en russisk spillefilm fra 2012 af Kirill Serebrennikov.

## Plot
To bekendte får at vide, at deres ægtefæller er kærester. Denne opdagelse får dem til at handle på en måde, som de ikke tidligere ville have turdet.

## Medvirkende
- Albina Dzjanabajeva
- Dejan Lilic
- Franziska Petri
- Artūrs Skrastiņš
- Svetlana Mamresjeva